# Schwerinsburg (Ducherow)

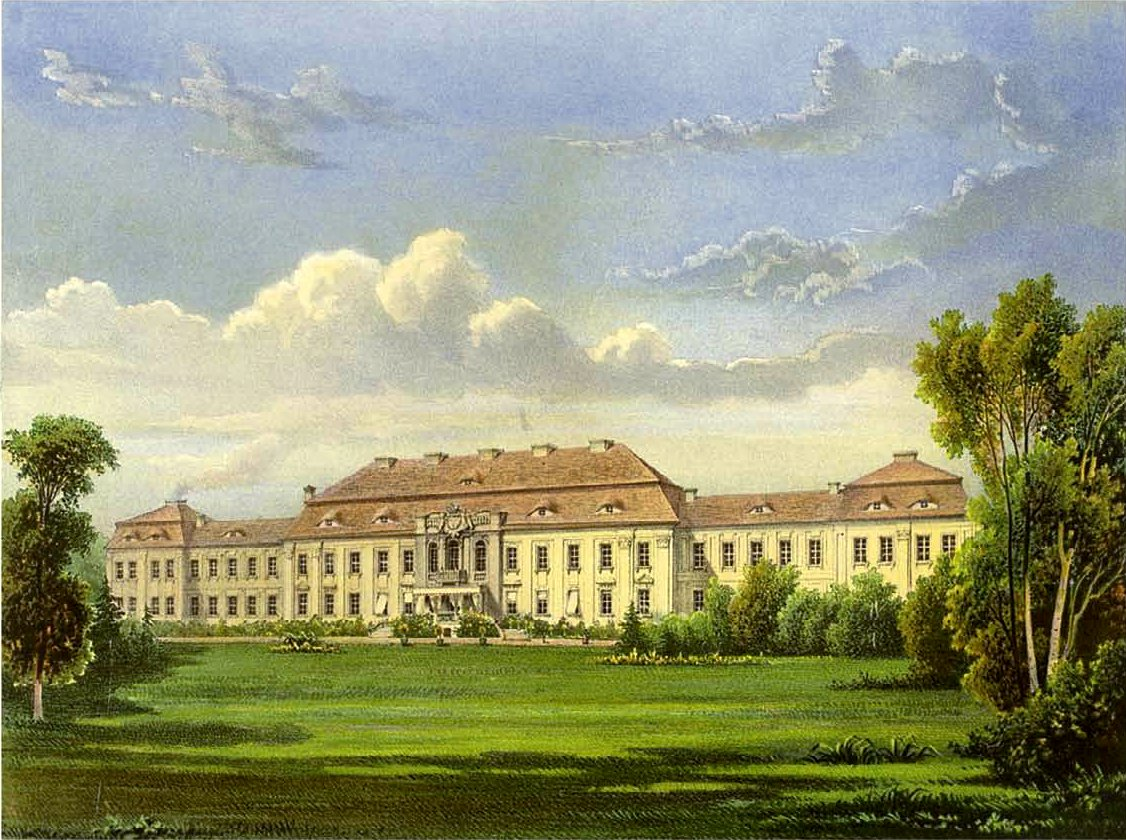
Schloss Schwerinsburg (Parkseite) um 1857/58, Sammlung Alexander Duncker

Schwerinsburg ist ein Ortsteil von Ducherow. Der Ort liegt rund 12 km südlich von Anklam und 7 km südwestlich von Ducherow.

## Geschichte

Schwerinsburg mit Vorwerk (1880)

Bis in die Gegend von Schwerinsburg erstreckte sich die frühslawische Siedlungskammer des Peenegebietes. Nördlich des Ortes befand sich ein ursprünglich 2,8 Hektar großer, inzwischen weitgehend eingeebneter slawischer Burgwall, der heute den Namen „Bollwerder“ trägt. Das dort geborgene Fundmaterial belegt einen Nutzungszeitraum vom frühen 9. Jh. bis um 1200. Zu den herausragenden Fundstücken gehört ein karolingischer Schwertgurtbeschlag des späten 8. Jahrhunderts.
Schwerinsburg wurde 1251 erstmals als Comerowe und 1300 als Cummerow urkundlich genannt. Die slawische Wortdeutung geht auf „Mücke“ zurück. Der Ort lag zu der Zeit ca. 800 Meter westlich vom jetzigen Dorf. Diese Stelle wurde archäologisch nachgewiesen, sie war schon in der slawischen Zeit dort vorhanden.
Während der deutschen Ostexpansion waren die Schwerine kurz nach 1230 nach Vorpommern gekommen und hatten sich als Lokatoren umfangreiche Besitzungen in der Umgebung gesichert, so auch hier in Cummerow. Von dieser Ansiedlung ist aber nichts mehr obertägig sichtbar.
Die Schwerine lagen mit der nahe liegenden Stadt Anklam im Mittelalter in ständiger Fehde, da sich Teile der Familie als Raubritter und Wegelagerer betätigten. Die Hansestadt Anklam sah ihre Handelswege und ihre Besitzungen bedroht und erbaute den Wehr- und Wachturm „Hoher Stein“ mit der noch heute vorhandenen angrenzenden Landwehr als Schutz gegen die Schwerine auf. Das Gebiet südlich dieser Landwehr wurde als Besitz der Familie von Schwerin der „Grafenwinkel“ genannt.
Bis ins 16. Jahrhundert war der damals Cummerow bzw. Kummerow genannte Ort im Lehnsbesitz der niederadeligen Familien Schwerin und Kaseke. Zwischen 1514 und 1533 kam der gesamte Ort in den Besitz der Familie von Schwerin, zunächst des auf Spantekow, später des auf Löwitz gesessenen Zweiges. Von 1648 bis 1720 gehörte Kummerow zu Schwedisch-Pommern und kam anschließend mit Altvorpommern an Preußen.
1708 erhielt der zu dieser Zeit in mecklenburgischen Militärdiensten stehende Kurt Christoph von Schwerin durch Erbteilung mit seinem Bruder Hans Bogislaw von Schwerin einen Teil von Cummerow. Durch Tausch gegen mehrere Bauernhöfe in Busow brachte er den gesamten Ort in seinen Besitz.
Er ließ das Gutsdorf etwa 1000 Schritte von der früheren Stelle entfernt neu errichten und zwischen 1720 und 1733 ein schlossartiges Herrenhaus als Dreiflügelanlage erbauen. Der Ort wurde 1733 bei der feierlichen Einweihung des prächtigen Schlosses durch König Friedrich Wilhelm I. in Schwerinsburg umbenannt. Der König meinte, dass der Name „Kummerow“ für das stattliche Anwesen doch zu „kümmerlich“ sei.
Kurt Christoph von Schwerin ließ zwischen 1747 und 1749 südöstlich des Dorfes das Vorwerk Werder als Schäferei errichten. Nach dem Tode des Feldmarschalls kam der Besitz in die Hand von dessen Neffen Hans Bogislav Dettlov von Schwerin. Im 19. Jahrhundert war es im Besitz von Graf Victor von Schwerin (1814–1903). Um 1860 lebten in Schwerinsburg 275 und in Werder 5 Einwohner.
1895 erhielt das Gut und damit der Ort einen Anschlusszweig Schmuggerow-Schwerinsburg der Kleinbahn Anklam-Gellendin-Uhlenhorst. Dieser war ein Teil der Mecklenburg-Pommerschen Schmalspurbahn (MPSB). Diese Bahn bestand als wichtigstes Transportmittel der Landwirtschaft bis 1945, dann wurde sie als Reparation an die UdSSR demontiert und abtransportiert.
Schloss Schwerinsburg zählte zu den bedeutendsten und schönsten Herrenhäusern Norddeutschlands. Gegen Ende des Zweiten Weltkriegs wurden hier ab 1942 unter anderem die Kunstgüter der Stadt Anklam und Teile des Stettiner Provinzial-Archivs eingelagert. Die gesamte Schlossanlage wurde 1945 durch Brandstiftung vernichtet, nur die Kellerräume blieben erhalten. Zum Glück waren die eingelagerten Bestände und Archivalien kurz vorher durch den Anklamer Lehrer und Archivar Scheel gerettet worden. Die Archivalien sind heute im Landesarchiv Greifswald.

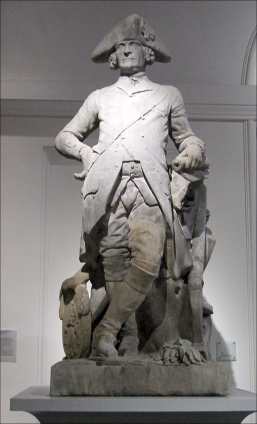
Denkmal für Kurt v. Schwerin von Bettkober – jetzt Halle des DHM

Das Standbild aus Sandstein des Feldmarschalls von Schwerin, geschaffen von dem Berliner Bildhauer Heinrich Bettkober für das Schloss Schwerinsburg ist erhalten, war nach dem Krieg noch bis 1950 vor Ort und wurde dann dem Museum Greifswald bis in die 1990er Jahre übergeben und steht heute nach langen Streitigkeiten als Leihgabe der Familie von Schwerin in der Eingangshalle des Deutschen Historischen Museums in Berlin.
Der Schlosspark wurde zu DDR-Zeiten teilweise durch eine Kleingartenanlage zersiedelt, die Parkmauer ist stellenweise erhalten. Die Reste der Wirtschaftsgebäude wurden noch zu LPG-Zeiten genutzt, sind aber baulich stark verändert worden.
Nachdem 1854 die auf dem Butterberg befindliche Windmühle ihren Betrieb eingestellt hatte, wurde durch das Gut die dampfbetriebene Mühle gebaut. An der westlichen Seite befand sich ein Schornstein aus Blech von ca. 20 m Höhe. 1922/23 erhielt die Mühle Elektroanschuss und das Mühlenwerk wurde mit Elektromotor betrieben. Als Mehlmühle arbeitete sie bis in die 1950er Jahre. Bis 1978 wurde sie als Schrotmühle genutzt. Neben der Mühle war das Wohnhaus des Müllers.
Die bis dahin eigenständige Gemeinde Schwerinsburg wurde am 13. Juni 2004 nach Löwitz eingemeindet. Am 7. Juni 2009 kam der Ort mit Löwitz zu Ducherow.

## Sehenswürdigkeiten

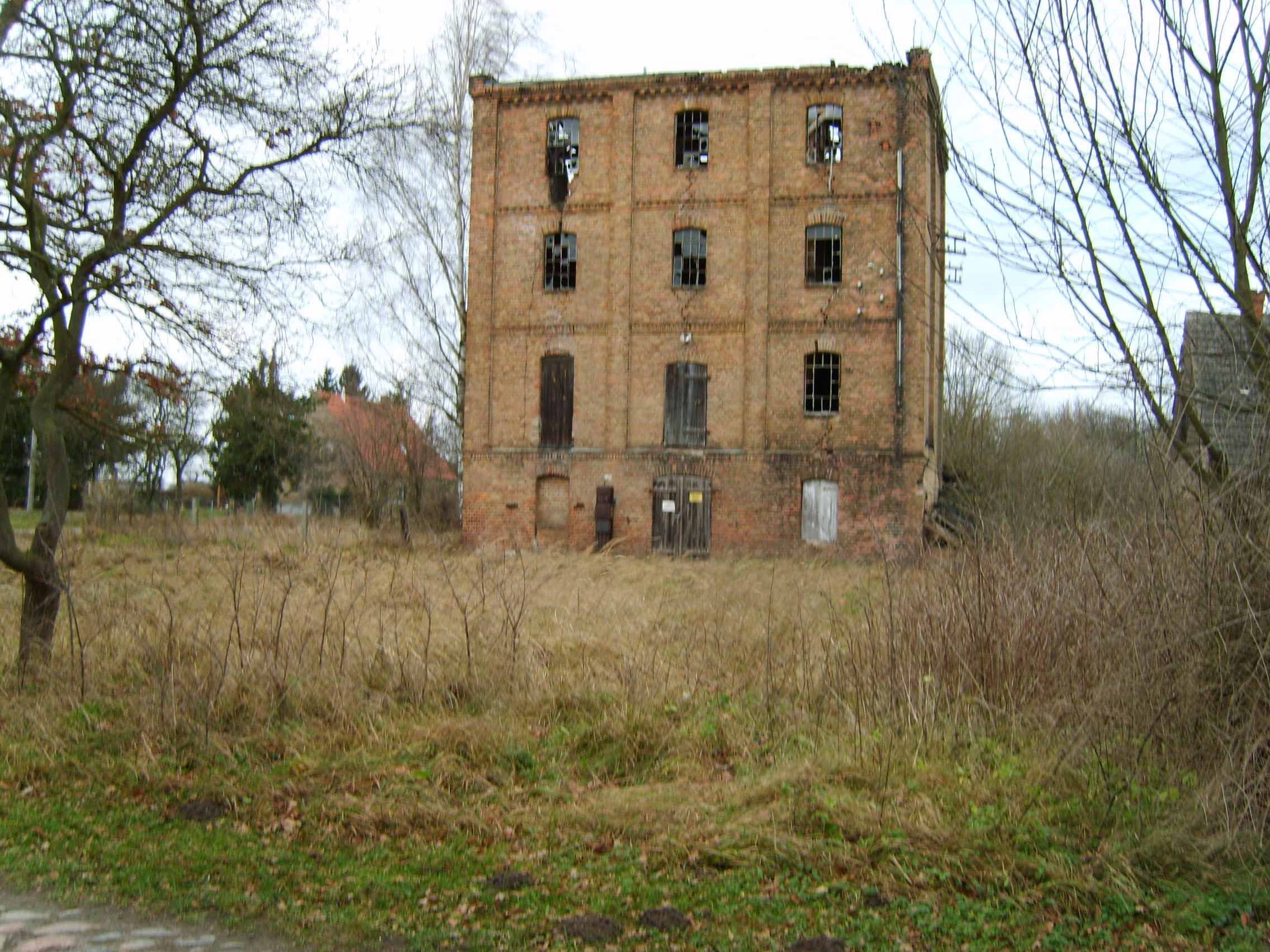
Dampf- und Motormühle Schwerinsburg

- Gutsanlage, Mauer und Park Schwerinsburg
- Friedhof Schwerinsburg mit Glockenstuhl
- Reste des slawischen Burgwalls Schwerinsburg
- Dampfmühle, später Motormühle Schwerinsburg

## Persönlichkeiten

### Personen, die in Schwerinsburg geboren wurden
- Heinrich von Schwerin (1776–1839), Landrat, Landschaftsdirektor
- Victor von Schwerin (1814–1903), deutscher Rittergutsbesitzer, preußischer Politiker (MdH)
- Paul Jonas (1830–1913), deutscher Jurist und Bankier
- Heinrich von Schwerin (1836–1888), deutscher Politiker, Generallandschaftsdirektor von Pommern
- Karl von Schwerin (1844–1901), deutscher Verwaltungsbeamter, Landrat
- Hans von Schwerin-Löwitz (1847–1918), deutscher Politiker (MdR) und Offizier

### Personen, die in Schwerinsburg wirkten
- Ludwig Jonas (1797–1859), deutscher protestantischer Theologe, Prediger in Schwerinsburg
- Kurt Christoph von Schwerin (1684–1757), preußischer Generalfeldmarschall, erbaute Schloss Schwerinsburg
- Jakob Johann von Uexküll (1864–1944), Biologe und Philosoph und Zoologe, heiratete in Schwerinsburg 1903 die Übersetzerin Gudrun Baronin von Schwerin (1878–1969)